# Танниклифф, Райан
Ра́йан Та́нниклифф (англ. Ryan Tunnicliffe; 30 декабря 1992, Хейвуде, Большой Манчестер) — английский футболист, полузащитник клуба «Аделаида Юнайтед». Воспитанник футбольной Академии «Манчестер Юнайтед».

## Клубная карьера
Танниклифф перешёл в Академию «Манчестер Юнайтед» в возрасте 9 лет. Тогда же его отец сделал ставку в размере 100 фунтов в букмекерской конторе, что его сын однажды сыграет за основной состав «Манчестер Юнайтед». В июле 2009 подписал с клубом школьный контракт. В декабре того же года стал профессиональным футболистом. В 2011 году был «ключевым игроком» в юношеской команде клуба, выигравшей Молодёжный кубок Англии. По итогам сезона 2010/11 Райан Танниклифф был признан лучшим молодым игроком в клубе, получив награду Джимми Мерфи.
Летом 2011 года Танниклифф отправился в полугодовую аренду в клуб «Питерборо Юнайтед», куда также отправился его одноклубник Скотт Вуттон. Он дебютировал за «Питерборо» 6 августа в матче против «Кристал Пэлас». Всего провёл за клуб 30 матчей.
Вернувшись в «Манчестер Юнайтед» из аренды, Танниклифф регулярно выступал за резервистов клуба. 26 сентября 2012 года дебютировал за основной состав, выйдя на замену в матче Кубка Футбольной лиги против «Ньюкасл Юнайтед». Выход Танниклиффа в составе «Юнайтед» в официальном матче означал, что его отец выиграл ставку, сделанную 10 лет назад, и получил 10 000 фунтов (ставка была 100:1).
21 февраля 2013 года Танниклифф отправился в аренду в «Барнсли» сроком на один месяц. Он провёл за клуб 3 матча.
26 июля 2013 года Райан перешёл в «Ипсвич Таун» на правах аренды сроком на полгода. В первой половине сезона 2013/14 Танниклифф регулярно играл в основе, и главный тренер «Ипсвича» Мик Маккарти выразил интерес в продлении срока аренды игрока. Однако в январе 2014 года Райан вернулся в «Манчестер Юнайтед», сыграв за «Ипсвич Таун» 29 матчей.
31 января 2014 года Райан Танниклифф и Ларнелл Коул перешли в лондонский «Фулхэм», главным тренером которого был Рене Мёленстен, ранее работавший в «Манчестер Юнайтед». Дебют Танниклиффа за «Фулхэм» состоялся 9 февраля 2014 года в матче Премьер-лиги против «Манчестер Юнайтед», в котором «дачники» сыграли вничью на «Олд Траффорд».
25 февраля 2014 года перешёл в «Уиган Атлетик» на правах аренды до окончания сезона.

## Достижения
- Награда Джимми Мерфи лучшему молодому игроку года в составе «Манчестер Юнайтед»: 2010/11[3]

## Статистика
| Клуб                       | Сезон            | Лига | Лига | Кубок Англии | Кубок Англии | Кубок лиги | Кубок лиги | Еврокубки | Еврокубки | Прочие | Прочие | Итого | Итого |
| Клуб                       | Сезон            | Игры | Голы | Игры         | Голы         | Игры       | Голы       | Игры      | Голы      | Игры   | Голы   | Игры  | Голы  |
| -------------------------- | ---------------- | ---- | ---- | ------------ | ------------ | ---------- | ---------- | --------- | --------- | ------ | ------ | ----- | ----- |
| Манчестер Юнайтед          | 2012/13          | 0    | 0    | 0            | 0            | 2          | 0          | 0         | 0         | 0      | 0      | 2     | 0     |
| Манчестер Юнайтед          | 2013/14          | 0    | 0    | 0            | 0            | 0          | 0          | 0         | 0         | 0      | 0      | 0     | 0     |
| Манчестер Юнайтед          | Итого            | 0    | 0    | 0            | 0            | 2          | 0          | 0         | 0         | 0      | 0      | 2     | 0     |
| Питерборо Юнайтед (аренда) | 2011/12          | 27   | 0    | 1            | 0            | 2          | 0          | 0         | 0         | 0      | 0      | 30    | 0     |
| Питерборо Юнайтед (аренда) | Итого            | 27   | 0    | 1            | 0            | 2          | 0          | 0         | 0         | 0      | 0      | 30    | 0     |
| Барнсли (аренда)           | 2012/13          | 2    | 0    | 1            | 0            | 0          | 0          | 0         | 0         | 0      | 0      | 3     | 0     |
| Барнсли (аренда)           | Итого            | 2    | 0    | 1            | 0            | 0          | 0          | 0         | 0         | 0      | 0      | 3     | 0     |
| Ипсвич Таун (аренда)       | 2013/14          | 27   | 0    | 2            | 0            | 0          | 0          | 0         | 0         | 0      | 0      | 29    | 0     |
| Ипсвич Таун (аренда)       | Итого            | 27   | 0    | 2            | 0            | 0          | 0          | 0         | 0         | 0      | 0      | 29    | 0     |
| Фулхэм                     | 2013/14          | 1    | 0    | 0            | 0            | 0          | 0          | 0         | 0         | 0      | 0      | 1     | 0     |
| Фулхэм                     | Итого            | 1    | 0    | 0            | 0            | 0          | 0          | 0         | 0         | 0      | 0      | 1     | 0     |
| Всего за карьеру           | Всего за карьеру | 57   | 0    | 4            | 0            | 4          | 0          | 0         | 0         | 0      | 0      | 65    | 0     |

(откорректировано по состоянию на 9 февраля 2014 года)